# Alberta
För andra betydelser, se Alberta (olika betydelser).
Alberta är en provins i västra Kanada. Huvudstad är Edmonton. Tidigare tillhörde Alberta Northwest Territories, inom vilka området blev ett distrikt 1882. Den 1 september 1905 blev Alberta en egen provins. Alberta har 4 444 277 invånare på en yta om 661 848 kvadratkilometer. Alberta gränsar till British Columbia i väst, Saskatchewan i öst, Northwest Territories i norr och den amerikanska delstaten Montana i syd. Alberta är en av tre kanadensiska provinser och territorier som bara gränsar till en amerikansk delstat (de andra är New Brunswick och Yukon). Det är också en av två kanadensiska provinser som inte har någon kust, den andra är Saskatchewan.
Huvudstaden Edmonton ligger precis syd om provinsens mittpunkt och ungefär 300 km söder om huvudstaden ligger Calgary. Calgary är provinsens största stad, och dessutom dess infrastrukturella och kommersiella centrum. Albertas storstadsregioner överstiger numera båda två en miljon invånare. Andra orter i provinsen är Red Deer, Lethbridge, Medicine Hat, Fort McMurray, Grande Prairie, Camrose, Lloydminster, Brooks, Wetaskiwin, Banff, Cold Lake och Jasper.
Alberta har fått sitt namn av Louise Caroline Alberta, drottning Victorias fjärde dotter.

## Historia

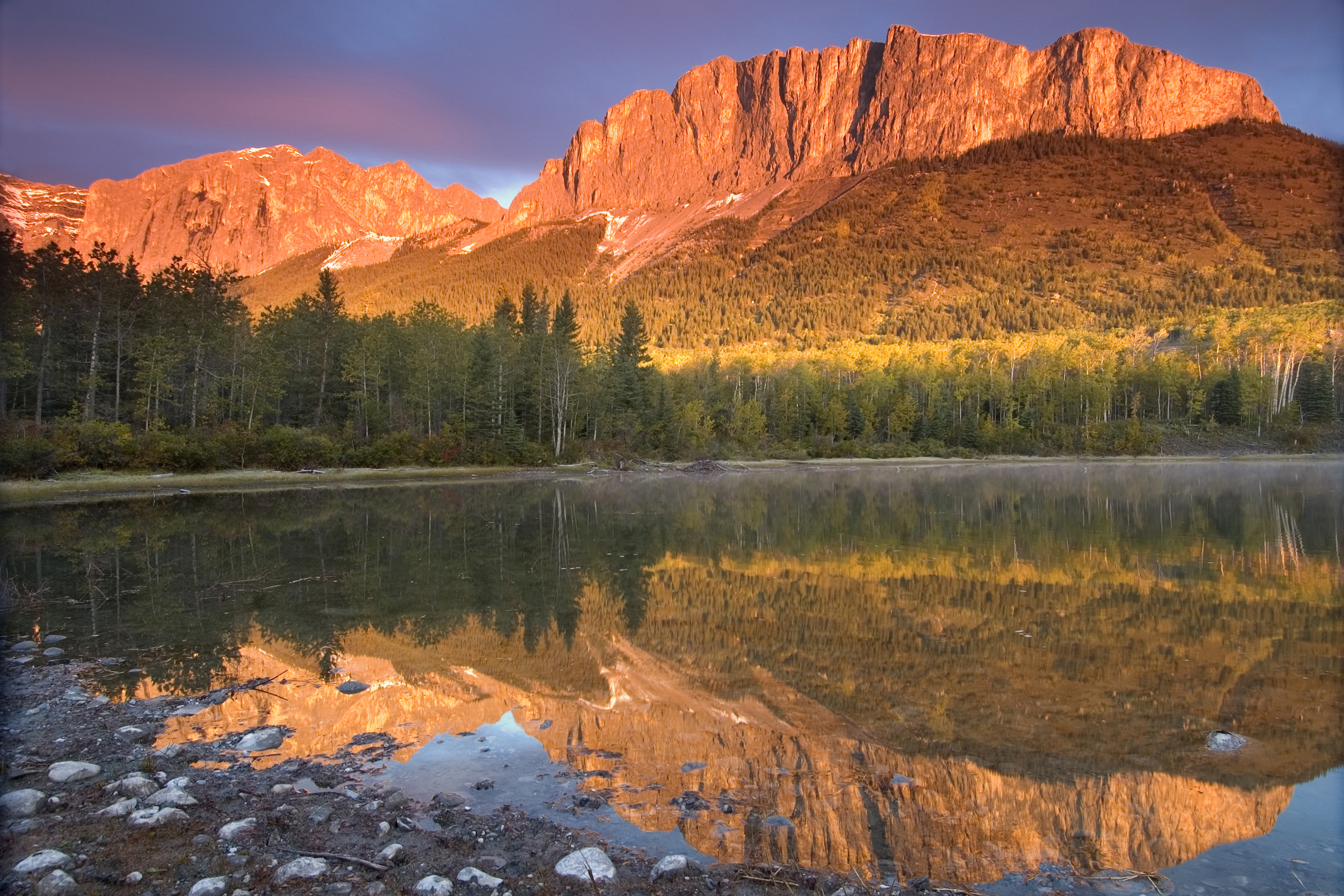
Mount John Laurie i Klippiga bergen.

Provinsen Alberta var en del av Rupert's Land från att Hudson's Bay Company inkorporerades år 1670. Efter att fransmännen dykt upp i nordväst omkring 1731 bosatte de sig i prärierna i väst, och etablerade samhällen såsom Lac La Biche och Bonnyville. Fortet La Jonquière byggdes nära vad som idag är Calgary, år 1752. North West Company i Montréal innehade norra Alberta innan Hudson's Bay Company anlände från Hudson Bay för att ta området i besittning. Den första upptäcktsresanden i Athabascaregionen var Peter Pond, som på uppdrag av North West Company byggde Fort Athabasca vid Lac La Biche år 1778. Roderick Mackenzie byggde Fort Chipewyan vid Athabascasjön tio år senare, år 1788. Hans kusin, sir Alexander Mackenzie, följde North Saskatchewan River till dess nordligaste punkt nära Edmonton, och fortsatte sedan norrut till fots till Athabascafloden, som han följde till Athabascasjön. Det var där han upptäckte floden som bär hans namn, Mackenziefloden. Den följde han tills han slutligen nådde Norra Ishavet. När han återvänt till Athabascasjön tog han sig uppströms längs Peace River, tills han nådde Stilla havet. Han blev därmed den första vita mannen att korsa den nordamerikanska kontinenten norr om Mexiko.
Distriktet Alberta skapades som en del av North West Territories 1882. När folkmängden ökade fick området lokal representation, och efter en lång kamp för autonomi gavs området  genom Alberta Act provinsstatus 1905, och Alexander Cameron Rutherford blev den första provinspremiärministern.

## Geografi
Alberta täcker en yta om 661 848 kvadratkilometer, vilket är ungefär 5 % mindre än Texas eller 46 % större än Sverige. Detta gör provinsen till den fjärde största, efter Québec, Ontario och British Columbia. I syd gränsar delstaten vid den 49 breddgraden till Montana i USA. I norr gränsar den vid den 60 breddgraden till Northwest Territories. I öst gränsar den vid 110 grader västlig längdgrad till Saskatchewan, och i väst vid 120 grader västlig längdgrad till British Columbia, fram till att den når Klippiga bergen, som följs syd till gränsen till Montana.
Provinsen sträcker sig som längst 1 223 kilometer från nord till syd och 660 kilometer från öst till väst. Den högsta punkten når 3 747 meter över havet, och består av toppen av Mount Columbia i Klippiga bergen längs den sydvästra gränsen. Den lägsta punkten ligger 152 meter över havet, i Slave River i Wood Buffalo National Park i nordöst..
Med undantag av den sydöstra delen, har provinsen god tillgång till vatten. Alberta innehåller flera floder och sjöar som används för simning, vattenskidåkning, fiske och andra vattensporter. Det finns tre stora sjöar och en mångfald av mindre sjöar som är mindre än 260 kvadratkilometer vardera. Den största sjön är Lake Athabasca (7 898 km²), som delvis ligger i Saskatchewan. Övriga stora sjöar är Lake Claire och Lilla Slavsjön. Den längsta floden är Athabasca River som är 1 538 km lång.

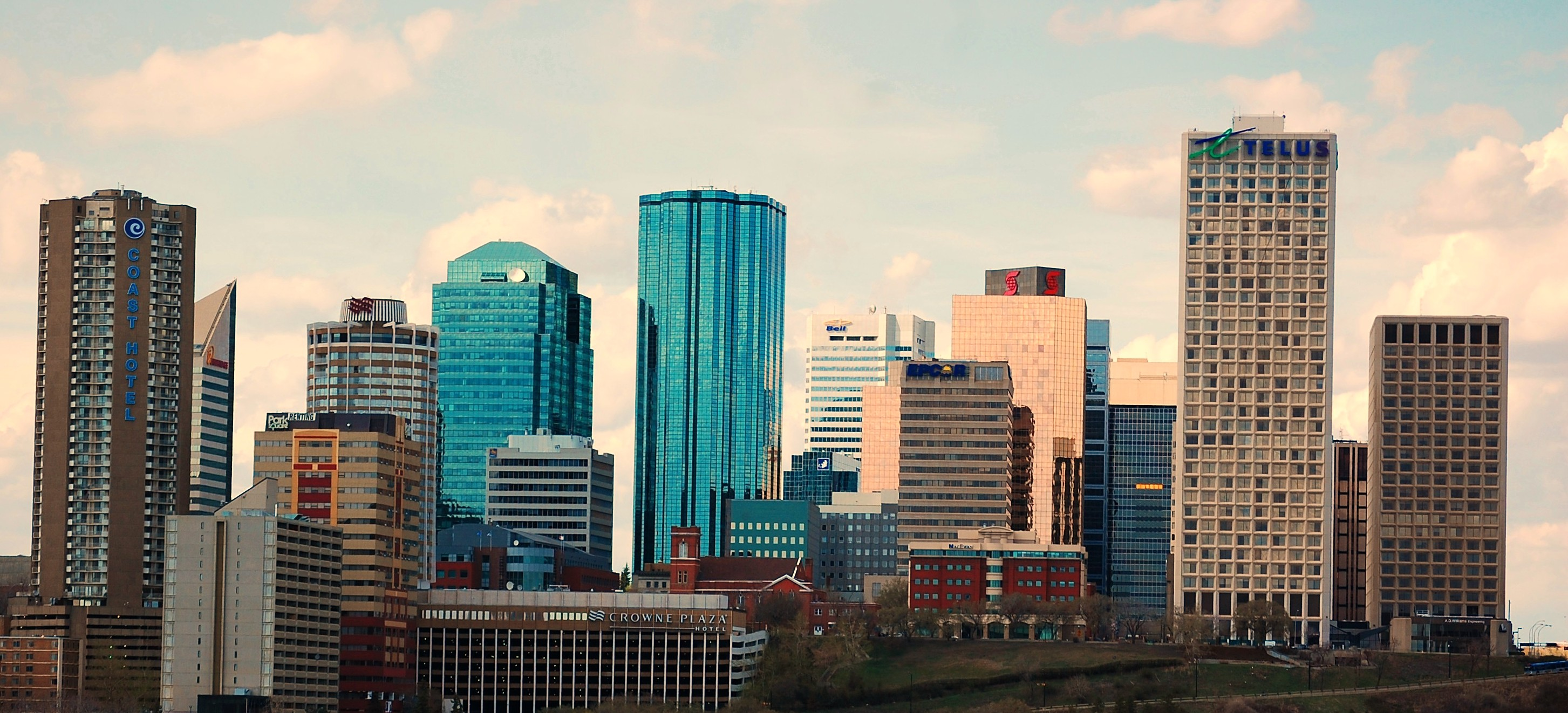
Edmontons skyline.

Albertas huvudstad, Edmonton, ligger i provinsens ungefärliga geografiska centrum, och största delen av Kanadas oljeindustri är belägen i närheten, i närheten av Kanadas största oljefält. Edmonton är den nordligaste storstaden i Kanada, och fungerar som en nod för resursutveckling i norra Kanada. Albertas andra storstad, Calgary, ligger ungefär 280 kilometer syd om Edmonton och 240 kilometer norr om Montana. Staden omges av ett vidsträckt boskapsuppfödningslandskap. Ungefär 75 % av provinsens befolkning bor i Calgary-Edmontonområdet, inom eller emellan de båda storstäderna.
Största delen av provinsens nordliga halva består av taiga, medan Klippiga bergen längs den sydvästra gränsen till stor del är skogbeklädd. Den sydligaste fjärdedelen är präriemark. Den centrala delen av provinsen karaktäriseras av en blandning av taiga och prärie, som är vanlig i mellersta Kanada, Ryssland och Nordeuropa. Detta område, som sträcker sig från Calgary, norr till Edmonton, och sedan öst till Lloydminster, har den mest bördiga jorden i provinsen, och största delen av befolkningen. Stora delar av den icke skogbeklädda delen av Alberta används till odling.
Den sydöstra delen av provinsen karaktäriseras av ett badlands-landskap, där Red Deer River korsar det platta jordbrukslandskapet. Därför har djupa kanjoner och utmärkande landformer bildats.
Alberta är en av två kanadensiska provinser som saknar kust. Den andra är grannprovinsen Saskatchewan.